# Первомајск (Николајевска област)
Первомајск (укр. Первомайськ) град је у Украјини, у Николајевској области. Према процени из 2012. у граду је живело 66.828 становника.

## Становништво
Према процени, у граду је 2012. живело 66.828 становника.
| 1979.  | 1989.  | 2001.  | 2012.  |
| ------ | ------ | ------ | ------ |
| 72.416 | 81.652 | 70.170 | 66.828 |